# ポール・デュカス
ポール・アブラアム・デュカス（デュカ）（Paul Abraham Dukas [pɔl abʁaam dyka(s)]、1865年10月1日 - 1935年5月17日）は、フランスの作曲家。

## 「Dukas」の読み方について
Dukas姓の日本語での表記は「デュカス」と「デュカ」の2通りがある。フランス語でデュカス[dykas]、デュカ[dyka]の両方に読み得るため、日本語でもこのように表記が併存している。
1955年にDukas一族の友人から、BBCの発音担当部署に「Paul Dukas自身がsを発音していた」との証言があったという。
デュカ、パウル・デュカという表記の揺れがあるが、本記事においては記事名に準じて以下「デュカス」と表記する。

## 経歴
- 1865年 - パリでユダヤ人の家庭に生まれる。
- 1879年 - 独学で音楽の勉強を始める。
- 1881年 - パリ音楽院に入学。和声をデュボワ、作曲をギロー、ピアノをマティアスに学ぶ。
- 1891年 - 管弦楽曲《序曲『ポリュクト』》で注目される[3]。
- 1902年 - 1917年 - この間、新聞や雑誌に評論を発表。ベートーヴェン、D・スカルラッティ、サン=サーンスら作曲家の作品の編曲、ピアノ連弾曲への編曲などを行う。
- 1910年 - パリ音楽院の管弦科教授[3]。
- 1926/27?年 - パリ音楽院の作曲科教授[3]。
- 1934年 - フランス学士院会員に選ばれる。
- 1935年 - パリにて死去。

デュカスは完璧主義者と言われており、そのため慎重に作曲し、『アリアーヌ』のように7年を要したものもあった。1920年代には大半の作品を破棄してしまい、今日残るのは20曲ほどと言われる。同世代のクロード・ドビュッシーとは親しく交際しており、デュカスの作品を称賛していた。作曲家の弟子としてメシアン、デュリュフレ、ポンセ、ロドリーゴらがいる。彼がメシアンに与えた助言「鳥の声を聞きたまえ」は、メシアンのその後の作曲の根本的な言語の一つとなった（ただし、本人はデュカスに言われる前から鳥の声に注目していたようである）。

### 青年期
1865年10月1日、銀行家の父ジュール・デュカス、ピアニストだったウジェニーの次男としてパリで生まれた。ウジェニーはポールが5歳の時にピアノのレッスンを受けさせたが、彼は14歳になるまで特段音楽の才能を示さなかった（彼が5歳の時、ウジェニーは第三子マルグリット・ルーシーを出産後に世を去ってしまう）。1881年の終わりに16歳でパリ音楽院に入学し、ジョルジュ・マティアスにピアノ、テオドール・デュボワに和声法、エルネスト・ギローに作曲を師事。この時出会った音楽院の同僚、ドビュッシーとはこの後生涯続く友情を結ぶこととなる。ごく初期の作品に、序曲『リア王』（1883年）、序曲『ゲッツ・フォン・ベルリヒンゲン』（1884年）等がある。1886年には対位法とフーガで一等を得、1888年作曲のカンタータ『ヴェレダ』ではローマ大賞第二等を含むいくつかの賞を獲得したものの、翌年は入賞できなかった。失望したデュカスは1889年に音楽院を去り作曲家の道を捨て、ルーアンで従軍する。しかし同地の軍楽隊でバンドマスターと知遇を得たのが契機となり、除隊後に作曲家および音楽評論家としてのキャリアをスタートさせることとなる。

### 1890年代
評論家としてのデュカスは『週刊批評（Revue Hebdomadaire）』、『音楽批評』、『芸術紀（Chronicle des Arts）』、『芸術新報（Gazette des Beaux-Arts）』の各誌上で活躍し、400を超える評論を執筆した。時には、自作品に対しても厳しい批評を行った。もともと完璧主義者の彼だったが多くの評論を執筆したことでより徹底され、上記のように自身の作品の多くが破棄されることとなった。
作曲家としては、1892年にコンセール・ラムルーによって初演された序曲『ポリュークト』で本格的なデビューを果たした。コルネイユ作の悲劇に基づいたこの序曲は、同時代の多くのフランスの作品のようにワーグナーやフランクの影響を見せながらも、すでにデュカスの個性が表れ始めている。『ポリュークト』の成功の後、1892年に自身の台本『ホーンとイムニルド』によるオペラ作曲に着手した（結局1幕のみを作曲し未完）。彼唯一の交響曲『交響曲ハ長調』（1895 - 1896年）では、ドイツ音楽にみられる構造性の中に印象派に代表されるモダニズムを昇華させることに成功し、（初演は賛否両論あったものの）自身に大きな実りをもたらし、この後彼の最も有名な作品である、交響的スケルツォ『魔法使いの弟子』（1897年）を生み出すこととなる。

### 1900年以降
『魔法使いの弟子』の後、2つの大規模なピアノ作品『ピアノソナタ変ホ短調』（1901年）、『ラモーの主題による変奏曲、間奏曲と終曲』（1903年）を作曲する。特に『ピアノソナタ』は彼の代表曲であるのみならず、「デュカスの中だけでなく、フランスピアノ音楽史史上最も野心的な作品」ともいわれている。十分にレパートリー化されているとは言い難いものの、デュカスの弟子であるジャン・ユボー、フランソワ＝ルネ・デュシャーブル、最近でもマルカンドレ・アムラン、マーガレット・フィンガーハットら多くの演奏家が定期的に取り上げている。
1899年には2度目のオペラ『アリアーヌと青ひげ』の作曲に取りかかり、7年後に完成、1907年に初演が行われ、多くの称賛とシェーンベルクら同時代の作曲家の関心を獲得した。この作品は、同じくメーテルリンクの戯曲が用いられたドビュッシーの『ペレアスとメリザンド』と音楽的な類似性がある（デュカス自身も意図的にドビュッシーの作品から引用を行っている）。彼の最後の主要な作品はロシア・バレエ団によって委託されたバレエ『ラ・ペリ』（1912年）であった。
1916年、ポルトガル系フランス人のシュザンヌ・ペレイア（1883年 - 1947年）と結婚、シュザンヌは1919年12月に娘のアドリエンヌ＝テレーズを出産した。

### 晩年
晩年には作曲の教師としても知られるようになった。シャルル＝マリー・ヴィドールが1927年にパリ音楽院での作曲科の教授を退任すると、デュカスが後任に任命された。また、パリのエコール・ノルマルでも教鞭を執った。『ラ・ペリ』以後創作からは離れていたが、1920年には、1918年に亡くなった生涯の友ドビュッシーへの追憶となる『牧神の遥かな嘆き』を、1924年には詩人のド・ロンサール生誕400周年を記念した『ロンサールのソネット』を作曲している。
1934年にフランス学士院会員に選出される。翌1935年5月17日、69歳でパリにて永眠。パリのペール・ラシェーズ墓地に埋葬されている。
デュカスが没したとき、9人の作曲家による追悼曲が作曲され、デュカスが編集者であった『ルヴュ・ミュジカル』17巻166号（1936年5・6月号）の付録に掲載された。9人の内訳は、ガブリエル・ピエルネ、ギィ・ロパルツ、フローラン・シュミット、マヌエル・デ・ファリャ、ホアキン・ロドリーゴ、トニー・オーバン、オリヴィエ・メシアン、エルザ・バレーヌ、ユリアン・クレイン（アレクサンドル・クレインの甥）である。ファリャにとってデュカスは恩人であり、ロドリーゴ・オーバン・メシアン・バレーヌ・クレインはデュカスの教え子だった。

## 作曲年と作品

### 舞台作品
- 1907年 オペラ『アリアーヌと青ひげ』（Ariane et Barbe-Bleue, opéra）
- 1911年 バレエ曲『ラ・ペリ』（La Péri, poème dansé pour orchestre）
- 1912年 「ペリ」へのファンファーレ - 金管楽器のみの編成。上記バレエ音楽の初演のために追加された音楽であり、バレエ音楽演奏時には同時に演奏されることが多い。ファンファーレ単独で演奏されることも多い。

### 管弦楽曲
- 1883年 序曲『リア王』（le Roi Lear, ouverture） - 現存せず。近年に序曲のみ発見され1995年に初演された。
- 1884年 序曲『ゲッツ・フォン・ベルリヒンゲン』（Götz von Berlichingen, ouverture）
- 1891年 序曲『ポリュークト』（Polyeucte, ouverture） - 序曲のみ現存か。
- 1896年 交響曲ハ長調（Symphonie en ut）
- 1897年 交響的スケルツォ『魔法使いの弟子』（L'Apprenti sorcier, scherzo symphonique） 交響的スケルツォ『魔法使いの弟子』を聴く[ヘルプ/ファイル]

### 室内楽曲
- 1906年 ホルンとピアノのためのヴィラネル（田園詩 Villanelle, pour cor et Piano） - パリ音楽院入学のための課題曲として作曲されたもの。

### ピアノ曲
- 1885年 「Les Caresses」への序奏（Introduction au poème "Les Caresses"）
- 1901年 ピアノソナタ変ホ短調（la Sonate en mi bémol minore）
- 1903年 ラモーの主題による変奏曲、間奏曲と終曲（Variation, Interlude et Finale sur un thème de Rameau)
- 1920年 牧神の遥かな嘆き（ドビュッシー追悼）（La Plainte au loin du Faune（en mémoire de Debussy））
- 1920年 セルゲイ・クーセヴィツキーのためのアレグロ（Allegro for Monsieur S. Koussevitzky）

### 歌曲
- 1909年 ヴォカリーズ・エチュード - ジプシー風に（Vocalise etude - Alla Gitana, pour voix et piano）
- 1924年 ロンサールのソネット（Sonnet de Ronsard） - 詩人のド・ロンサール生誕400周年記念のための作品。

### 大規模な声楽曲
- 1882年 クリュテムネストラのアリア（Air de Clytemnestre, pour voix et petit orchestre）
- 1884年 おしゃべり娘の歌（Chanson de Barberine, pour soprano et orchestre）
- 1884年 ミルトの祭典（La fête des Myrthes, pour chœur et orchestre）
- 1884年 水の精と水夫（L'ondine et le pêcheur, pour soprano et orchestre）
- 1885年 カンタータ『エンデュミオン』（Endymion, cantate pour trois voix solos et orchestre）
- 1886年 カンタータ『サウルの幻影』（La vision de Saül, cantate pour trois voix solos et orchestre）
- 1887年 花（La fleur, pour chœur et orchestre）
- 1888年 太陽の賛歌（Hymne au soleil, pour chœur et orchestre）
- 1888年 カンタータ『ヴェレダ』（Velléda, cantate pour trois voix solos et orchestre）
- 1889年 カンタータ『セメレ』（Sémélé, cantate pour trois voix solos et orchestre）

### その他
- 1888年 フーガ（Fugue）

## 教え子

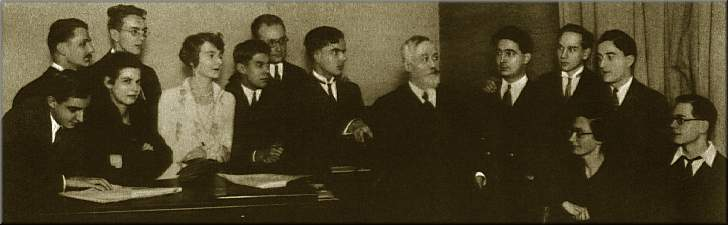
パリ音楽院でのデュカスの作曲クラス（1929年）。左後列2人不明、左前列よりピエール・マイヤール=ヴェルジェ、エルザ・バレーヌ、イヴォンヌ・デポルト、トニー・オーバン、ピエール・ルヴェル、ジョルジュ・ファーヴル、ポール・デュカス、ルネ・デュクロ、ジョルジュ・ユゴン、モーリス・デュリュフレ。右前列椅子、クロード・アリュー、オリヴィエ・メシアン。

- ルーツィヤ・ガルータ
- オリヴィエ・メシアン
- モーリス・デュリュフレ
- トニー・オーバン
- ジョルジュ・ユゴン
- ギュスターヴ・サマズイユ
- フランシスコ・エスクデロ
- ヘスース・アランバリ
- マルセル・ポート
- マヌエル・ポンセ
- ジャン・ラングレー
- アンリ・バロー
- ジャン・ユボー
- マリン・ゴレミノフ
- タデウシュ・シェリゴフスキ
- デイヴィッド・ヴァン・ヴァクター
- リュボミール・ピプコフ
- ジャン・アラン
- ホアキン・ロドリーゴ
- ダリウス・ミヨー
- ウォルター・ピストン
- フランシス・シャグラン
- 大澤寿人